# Рибонуклеаза L

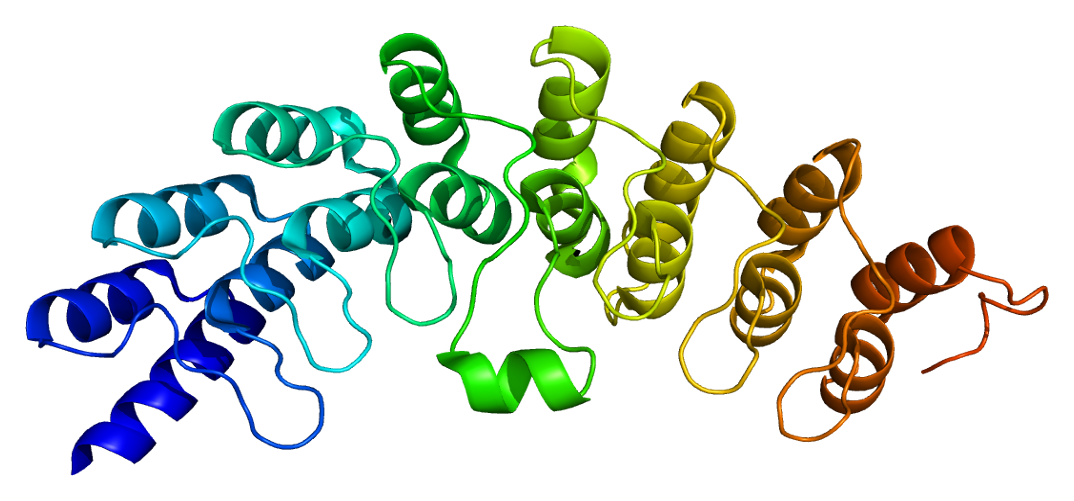
Рибонуклеаза L

Рибонуклеаза L (или РНКаза L, ribonuclease L, RNase L, 2',5'-олигоаденилат-зависимая эндорибонуклеаза) — интерферон-индуцируемая рибонуклеаза, которая после индукции, активации, расщепляет все РНК в клетке, участвует в антивирусном действии интерферонов и апоптозе.
РНКаза L  у человека кодируется геном RNASEL . Открыта Е.Слаттери в 1979 г.

## Механизм действия
Врождённый иммунитет реагирует на вирусную РНК. При появлении в клетке необычных РНК-структур (например, двухцепочечной или 5'-трифосфорилированной РНК) запускается антивирусный ответ.
Детекцией чужеродной РНК в клетках млекопитающих занимаются факторы RIG-I и MDA5. Эти факторы активируют транскрипционный фактор Nf-kB, который запускает транскрипцию гена интерферона-бета (IFN-b) — цитокина, препятствующего репликации вирусов и стимулирующего клетки иммунной системы.
Для того, чтобы факторы RIG-I и MDA5 сумели опознать вирусную РНК должно произойти несколько событий. Во-первых, вирусная РНК должна активировать 2'-5'-олигоаденилат синтетазу (OAS). Этот фермент превращает АТФ в 2',5'-связанный олигоаденилат (2-5A). 2-5A, в свою очередь, активирует РНКазу L, которая и занимается нарезанием вирусной РНК на мелкие кусочки, узнаваемые факторами RIG-I и MDA5.
Кроме того, известно, что РНКаза L гидролизует не только вирусную, но и клеточную РНК. Считалось, что таким образом, клетка совершает благородное самоубийство, пытаясь остановить распространение вирусной инфекции, однако, оказывается, что в гидролизе собственной РНК есть и другой смысл.
Ученым под руководством Роберта Сильвермана из исследовательского института Лернера удалось показать, что фрагменты собственной РНК клеток также способны активировать факторы RIG-I и MDA5.
Таким образом, РНКаза L как бы «амплифицирует» вирусную РНК. При первых признаках появления вирусной инфекции РНКаза L начинает гидролизовать обыкновенную клеточную РНК, превращая её в субстрат, узнаваемый факторами RIG-I и MDA5. В результате факторы RIG-I и MDA5 оказываются избавлены от необходимости узнавать вирусную РНК напрямую, а значит, возрастает эффективность антивирусного ответа.